# Eime
Eime è un comune di 2 559 abitanti, della Bassa Sassonia, in Germania.
Appartiene al circondario (Landkreis) di Hildesheim (targa HI) ed è parte della comunità amministrativa (Samtgemeinde) di Samtgemeinde Leinebergland.
Comprende le frazioni di Deilmissen, Deinsen, Dunsen e Heinsen.